# Kapra
Kapra [kápra] je vložen cvetni popek kaprovca.
Najbolj jih povezujejo s sredozemsko kuhinjo, vendar se pojavijo tudi v angleških kuharskih knjigah iz 17. stoletja.
Popke nabirajo ročno. Surovi so neužitni. Sortirajo jih po velikosti in vložijo v slanico, kis ali olje, da fermentirajo. Dodajajo se v pikantne in kiselkaste omake, remuladno omako, mesne, jajčne in riževe solate ali zeliščno skuto.
Njihovo pridobivanje je težavno, ker da spodobno žetev manj kot polovica kaprovcev iz semena, ta rastlina pa ima tudi nizko rast in trnje, kar oteži obiranje. Zaradi tega tudi kapre za komercialno rabo večinoma prihajajo z divjih rastlin, njihova cena pa je visoka.

## Velikost kaper
Razvrstijo jih v več velikostnih razredov:
- lilliput (3–5 mm)
- non pareil (5–7 mm)
- surfine (7–8 mm)
- capucine (8–9 mm)
- capote (9–11 mm)
- fine (11–13 mm)
- gruesa (14+ mm)

## Kapre kot jed z zaščiteno označbo porekla
Od maja 2020 kapre z Eolskih otokov nosijo oznako ZOP (it. Cappero delle Isole Eolie DOP). Italijanske oblasti so na tem območju že odkrile več poskusov goljufij, ko so pod to oznako želeli prodajati kapre z nepojasnjenim izvorom oz. iz Sirije, Maroka in Tunizije.